# Trelleborgs, Skanör-Falsterbo, Simrishamns och Ängelholms valkrets
Trelleborgs, Skanör–Falsterbo, Simrishamns och Ängelholms valkrets var i riksdagsvalen till andra kammaren 1896–1908 en egen valkrets med ett mandat. Valkretsen avskaffades vid införandet av proportionellt valsystem i valet 1911, då städerna Trelleborg och Skanör–Falsterbo gick upp i Malmöhus läns södra valkrets medan Simrishamn fördes till Kristianstads läns sydöstra valkrets och Ängelholm till Kristianstads läns nordvästra valkrets.

## Riksdagsmän
- Hjalmar Sjövall, lmp 1897–1899, lib s 1900–1902 (1897–1902)
- Knut von Geijer, mod ref 1903–1905, nfr 1906–1908 (1903–1908)
- Janne Tynell, lib s (1909–1911)

## Valresultat

### 1896
| Andrakammarvalet i Sverige 1896: Trelleborgs, Skanör-Falsterbo, Simrishamns och Ängelholms valkrets | Andrakammarvalet i Sverige 1896: Trelleborgs, Skanör-Falsterbo, Simrishamns och Ängelholms valkrets | Andrakammarvalet i Sverige 1896: Trelleborgs, Skanör-Falsterbo, Simrishamns och Ängelholms valkrets | Andrakammarvalet i Sverige 1896: Trelleborgs, Skanör-Falsterbo, Simrishamns och Ängelholms valkrets | Andrakammarvalet i Sverige 1896: Trelleborgs, Skanör-Falsterbo, Simrishamns och Ängelholms valkrets |
| Kandidat                                                                                            | Kandidat                                                                                            | Röster                                                                                              | Röster                                                                                              | Röster                                                                                              |
| Kandidat                                                                                            | Kandidat                                                                                            | Antal                                                                                               | %                                                                                                   | +− %                                                                                                |
| --------------------------------------------------------------------------------------------------- | --------------------------------------------------------------------------------------------------- | --------------------------------------------------------------------------------------------------- | --------------------------------------------------------------------------------------------------- | --------------------------------------------------------------------------------------------------- |
| | Hjalmar Sjövall                                                                                     | 240                                                                                                 | 50,3                                                                                                | |
| | Wilhelm Wester (Centern)                                                                            | 198                                                                                                 | 41,5                                                                                                | |
| | Adolf Sandberg (Folkpartiet)                                                                        | 38                                                                                                  | 8,0                                                                                                 | |
| | Övrig kandidat                                                                                      | 1                                                                                                   | 0,2                                                                                                 | |
| Antal giltiga röster                                                                                | Antal giltiga röster                                                                                | 477                                                                                                 | | |
| Kasserade röster                                                                                    | Kasserade röster                                                                                    | 1                                                                                                   | | |
| Totalt                                                                                              | Totalt                                                                                              | 478                                                                                                 | | |

Valet ägde rum den 24 september 1896. Valdeltagandet var 61,4%.
| Resultat per stad    | Resultat per stad | Resultat per stad | Resultat per stad | Resultat per stad | Resultat per stad |
| Stad                 | Sjövall           | Wester            | Sandberg          | Övrig             | Totalt            |
| -------------------- | ----------------- | ----------------- | ----------------- | ----------------- | ----------------- |
| Trelleborg           | 133               | 26                | 38                | 1                 | 198               |
| Ängelholm            | 35                | 98                | 0                 | 0                 | 133               |
| Simrishamn           | 24                | 69                | 0                 | 0                 | 93                |
| Skanör med Falsterbo | 48                | 5                 | 0                 | 0                 | 53                |
| Hela valkretsen      | 240               | 198               | 38                | 1                 | 477               |

### 1899
| Andrakammarvalet i Sverige 1899: Trelleborgs, Skanör-Falsterbo, Simrishamns och Ängelholms valkrets | Andrakammarvalet i Sverige 1899: Trelleborgs, Skanör-Falsterbo, Simrishamns och Ängelholms valkrets | Andrakammarvalet i Sverige 1899: Trelleborgs, Skanör-Falsterbo, Simrishamns och Ängelholms valkrets | Andrakammarvalet i Sverige 1899: Trelleborgs, Skanör-Falsterbo, Simrishamns och Ängelholms valkrets | Andrakammarvalet i Sverige 1899: Trelleborgs, Skanör-Falsterbo, Simrishamns och Ängelholms valkrets |
| Kandidat                                                                                            | Kandidat                                                                                            | Röster                                                                                              | Röster                                                                                              | Röster                                                                                              |
| Kandidat                                                                                            | Kandidat                                                                                            | Antal                                                                                               | %                                                                                                   | +− %                                                                                                |
| --------------------------------------------------------------------------------------------------- | --------------------------------------------------------------------------------------------------- | --------------------------------------------------------------------------------------------------- | --------------------------------------------------------------------------------------------------- | --------------------------------------------------------------------------------------------------- |
| | Hjalmar Sjövall                                                                                     | 305                                                                                                 | 71,9                                                                                                | ▲21,6                                                                                               |
| | Knut von Geijer (höger)                                                                             | 119                                                                                                 | 28,1                                                                                                | |
| Antal giltiga röster                                                                                | Antal giltiga röster                                                                                | 424                                                                                                 | | |
| Kasserade röster                                                                                    | Kasserade röster                                                                                    | 2                                                                                                   | | |
| Totalt                                                                                              | Totalt                                                                                              | 426                                                                                                 | | |

Valet ägde rum den 21 september 1899. Valdeltagandet var 42,6%.
| Resultat per stad    | Resultat per stad | Resultat per stad | Resultat per stad |
| Stad                 | Sjövall           | von Geijer        | Totalt            |
| -------------------- | ----------------- | ----------------- | ----------------- |
| Ängelholm            | 85                | 79                | 164               |
| Trelleborg           | 136               | 25                | 161               |
| Simrishamn           | 67                | 9                 | 76                |
| Skanör med Falsterbo | 17                | 6                 | 23                |
| Hela valkretsen      | 305               | 119               | 424               |

### 1902
| Andrakammarvalet i Sverige 1902: Trelleborgs, Skanör-Falsterbo, Simrishamns och Ängelholms valkrets | Andrakammarvalet i Sverige 1902: Trelleborgs, Skanör-Falsterbo, Simrishamns och Ängelholms valkrets | Andrakammarvalet i Sverige 1902: Trelleborgs, Skanör-Falsterbo, Simrishamns och Ängelholms valkrets | Andrakammarvalet i Sverige 1902: Trelleborgs, Skanör-Falsterbo, Simrishamns och Ängelholms valkrets | Andrakammarvalet i Sverige 1902: Trelleborgs, Skanör-Falsterbo, Simrishamns och Ängelholms valkrets |
| Kandidat                                                                                            | Kandidat                                                                                            | Röster                                                                                              | Röster                                                                                              | Röster                                                                                              |
| Kandidat                                                                                            | Kandidat                                                                                            | Antal                                                                                               | %                                                                                                   | +− %                                                                                                |
| --------------------------------------------------------------------------------------------------- | --------------------------------------------------------------------------------------------------- | --------------------------------------------------------------------------------------------------- | --------------------------------------------------------------------------------------------------- | --------------------------------------------------------------------------------------------------- |
| | Knut von Geijer                                                                                     | 464                                                                                                 | 62,3                                                                                                | ▲34,2                                                                                               |
| | Johannes Rosén (frisinnad)                                                                          | 280                                                                                                 | 37,6                                                                                                | |
| | Frans Malmros                                                                                       | 1                                                                                                   | 0,1                                                                                                 | |
| Antal giltiga röster                                                                                | Antal giltiga röster                                                                                | 745                                                                                                 | | |
| Kasserade röster                                                                                    | Kasserade röster                                                                                    | 4                                                                                                   | | |
| Totalt                                                                                              | Totalt                                                                                              | 749                                                                                                 | | |

Valet ägde rum den 16 september 1902. Valdeltagandet var 59,1%.
| Resultat per stad    | Resultat per stad | Resultat per stad | Resultat per stad | Resultat per stad |
| Stad                 | von Geijer        | Rosén             | Malmros           | Totalt            |
| -------------------- | ----------------- | ----------------- | ----------------- | ----------------- |
| Trelleborg           | 198               | 69                | 1                 | 268               |
| Ängelholm            | 139               | 129               | 0                 | 268               |
| Simrishamn           | 77                | 80                | 0                 | 157               |
| Skanör med Falsterbo | 50                | 2                 | 0                 | 52                |
| Hela valkretsen      | 464               | 280               | 1                 | 745               |

### 1905
| Andrakammarvalet i Sverige 1905: Trelleborgs, Skanör-Falsterbo, Simrishamns och Ängelholms valkrets | Andrakammarvalet i Sverige 1905: Trelleborgs, Skanör-Falsterbo, Simrishamns och Ängelholms valkrets | Andrakammarvalet i Sverige 1905: Trelleborgs, Skanör-Falsterbo, Simrishamns och Ängelholms valkrets | Andrakammarvalet i Sverige 1905: Trelleborgs, Skanör-Falsterbo, Simrishamns och Ängelholms valkrets | Andrakammarvalet i Sverige 1905: Trelleborgs, Skanör-Falsterbo, Simrishamns och Ängelholms valkrets |
| Kandidat                                                                                            | Kandidat                                                                                            | Röster                                                                                              | Röster                                                                                              | Röster                                                                                              |
| Kandidat                                                                                            | Kandidat                                                                                            | Antal                                                                                               | %                                                                                                   | +− %                                                                                                |
| --------------------------------------------------------------------------------------------------- | --------------------------------------------------------------------------------------------------- | --------------------------------------------------------------------------------------------------- | --------------------------------------------------------------------------------------------------- | --------------------------------------------------------------------------------------------------- |
| | Knut von Geijer                                                                                     | 466                                                                                                 | 66,1                                                                                                | ▲3,8                                                                                                |
| | Johannes Rosén (v-lib)                                                                              | 239                                                                                                 | 33,9                                                                                                | ▼3,7                                                                                                |
| Antal giltiga röster                                                                                | Antal giltiga röster                                                                                | 705                                                                                                 | | |
| Kasserade röster                                                                                    | Kasserade röster                                                                                    | 1                                                                                                   | | |
| Totalt                                                                                              | Totalt                                                                                              | 706                                                                                                 | | |

Valet ägde rum den 16 september 1905. Valdeltagandet var 54,5%.
| Resultat per stad    | Resultat per stad | Resultat per stad | Resultat per stad |
| Stad                 | von Geijer        | Rosén             | Totalt            |
| -------------------- | ----------------- | ----------------- | ----------------- |
| Ängelholm            | 181               | 161               | 342               |
| Trelleborg           | 170               | 55                | 225               |
| Simrishamn           | 73                | 23                | 96                |
| Skanör med Falsterbo | 42                | 0                 | 42                |
| Hela valkretsen      | 466               | 239               | 705               |

### 1908
| Andrakammarvalet i Sverige 1908: Trelleborgs, Skanör-Falsterbo, Simrishamns och Ängelholms valkrets | Andrakammarvalet i Sverige 1908: Trelleborgs, Skanör-Falsterbo, Simrishamns och Ängelholms valkrets | Andrakammarvalet i Sverige 1908: Trelleborgs, Skanör-Falsterbo, Simrishamns och Ängelholms valkrets | Andrakammarvalet i Sverige 1908: Trelleborgs, Skanör-Falsterbo, Simrishamns och Ängelholms valkrets | Andrakammarvalet i Sverige 1908: Trelleborgs, Skanör-Falsterbo, Simrishamns och Ängelholms valkrets |
| Kandidat                                                                                            | Kandidat                                                                                            | Röster                                                                                              | Röster                                                                                              | Röster                                                                                              |
| Kandidat                                                                                            | Kandidat                                                                                            | Antal                                                                                               | %                                                                                                   | +− %                                                                                                |
| --------------------------------------------------------------------------------------------------- | --------------------------------------------------------------------------------------------------- | --------------------------------------------------------------------------------------------------- | --------------------------------------------------------------------------------------------------- | --------------------------------------------------------------------------------------------------- |
| | Janne Tynell                                                                                        | 1 098                                                                                               | 52,7                                                                                                | |
| | Knut von Geijer                                                                                     | 985                                                                                                 | 47,3                                                                                                | ▼18,8                                                                                               |
| Antal giltiga röster                                                                                | Antal giltiga röster                                                                                | 2 083                                                                                               | | |
| Kasserade röster                                                                                    | Kasserade röster                                                                                    | 1                                                                                                   | | |
| Totalt                                                                                              | Totalt                                                                                              | 2 084                                                                                               | | |

Valet ägde rum den 15 september 1908. Valdeltagandet var 75,6%.
| Resultat per stad    | Resultat per stad | Resultat per stad | Resultat per stad |
| Stad                 | Tynell            | von Geijer        | Totalt            |
| -------------------- | ----------------- | ----------------- | ----------------- |
| Trelleborg           | 676               | 544               | 1 220             |
| Ängelholm            | 298               | 205               | 503               |
| Simrishamn           | 101               | 139               | 240               |
| Skanör med Falsterbo | 23                | 97                | 120               |
| Hela valkretsen      | 1 098             | 985               | 2 083             |